# True West (film 2002)
True West è un film per la televisione statunitense del 2002 diretto da Gary Halvorson. Si tratta della versione cinematografica della omonima rappresentazione teatrale  di Sam Shepard. 

## Trama
Lee é un vagabondo e un criminale incallito, invece suo fratello Austin è uno sceneggiatore di Hollywood e un padre di famiglia, inorridito dai tentativi di Lee di ingraziarsi un produttore cinematografico in questa versione teatrale dalla commedia dark di Sam Shepard, registrata dal vivo di Liberty Theatre in Hailey, Ohio.